# Antonio Fernós Isern
Antonio Fernós Isern  (10 de mayo de 1895-19 de enero de 1974) fue el primer cardiólogo puertorriqueño y la persona con más años de servicio como comisionado residente de Puerto Rico en Washington D. C.

## Biografía
Fernós Isern nació en San Lorenzo, Puerto Rico, estando el país bajo la soberanía española. Fue hijo de Don Buenaventura Fernós Insern, natural de Tosa de Mar, provincia de Gerona, en la región de Cataluña, España, y de su prima Doña Dolores Isern Aponte, natural de San Lorenzo.
Fernós Isern quedó huérfano de padre antes de cumplir los 4 años y desde entonces su familia se mudó a Aguas Buenas, Arecibo y Caguas. Allí se crio y asistió a las escuelas primarias e intermedias. Con el apoyo de su tío, estudió en Bloomsburg Preparatory School, en donde completó la escuela superior y los cursos de medical Preparatory Course en 1911. Después de completar su formación premédica, solicitó al gobierno estatal de Maryland y fue aceptado en el College of Physicians and Surgeons de la Universidad de Maryland donde obtuvo su título de Doctor en Medicina en mayo de 1915, a la edad de 20 años.
Fernós Isern regresó a la isla y se estableció en la ciudad de Caguas, donde ejerció la medicina. Al par de años fue nombrado Director de Sanidad de la capital por lo que tuvo que establecerse en San Juan. A los veinticinco años de edad era ya subcomisionado de Sanidad de Puerto Rico y catedrático auxiliar de Salud Pública en la Escuela de Medicina Tropical. Entre 1922 y 1923 completó los cursos graduados en Salud Pública de la Universidad de Columbia y ascendió hasta catedrático de dicha escuela. En 1931 fue nombrado comisionado de Sanidad de Puerto Rico.
En 1933, Fernós Isern renunció por discrepancias ideológicas y de sana administración pública con el gobierno de la coalición Republicana, y fue a completar la residencia en cardiología a la Universidad de Colombia en "New York", convirtiéndose así en el "primer" cardiólogo puertorriqueño.

## Carrera política
Fue miembro del ala "Dieguista" o soberanista del Partido Unión de Puerto Rico, y del Partido Liberal, el cual abandonó en 1937 para unirse como fundador del Partido Popular Democrático bajo el liderato de Luis Muñoz Marín. Fernós Isern fue el primer Director de Finanzas y candidato a comisionado residente de Puerto Rico en Washington por el Partido Popular.
En 1942 regresó a la cabeza del Departamento de Salud. Un año antes fue director de defensa civil de San Juan.
De 1943 a 1946 Fernós Isern fue también el gobernador interino de Puerto Rico, durante la gobernación de Rexford G. Tugwell en virtud de su nombramiento como gobernador interino Permanente aprobado por el presidente Franklin D. Roosevelt.

### Comisionado residente
En 1946, el gobernador de Puerto Rico, Jesús T. Piñero, nombró a Fernós Isern como su reemplazo para comisionado residente de Puerto Rico en el Congreso de los Estados Unidos, después de la aprobación unánime de la Asamblea Legislativa de Puerto Rico. Fernós Isern fue reelegido por cuatro términos consecutivos, cumpliendo un total de diecinueve años.
Como comisionado residente, Fernós Isern logró que se aprobaran la reforma de la Ley del Gobernador Electivo (1947), la Ley 600 de 1950 de Constitución y Convenio y se celebró la Asamblea Constituyente de la cual fue el presidente. Además gestionó ante el presidente y el Congreso de los Estados Unidos la aprobación de esa Constitución conforme a los términos del referéndum de 1950 votado por el pueblo.

### Últimos años
Fernós Isern no buscó la reelección en 1964. Regresó a Puerto Rico y fue elegido al Senado, sirviendo un cuatrienio entre 1965-1969. Después de retirarse de la política, regresó a la Universidad de Puerto Rico como Académico Residente, donde escribió su obra enciclopédica "El Estado Libre Asociado de Puerto Rico antecedentes, creación y desarrollo hasta la época presente", a sugerencia del rector Abraham Díaz González.
Antonio Fernós Isern murió en San Juan, Puerto Rico el 19 de enero de 1974, a los 78 años de edad y fue enterrado con honores de Estado de pleno derecho en el Cementerio Nacional Santa María Magdalena de Pazziz situado en el Viejo San Juan, Puerto Rico.

### Legado
Su memoria es honrada en el edificio del Capitolio en San Juan con un busto frente a la urna donde se preserva la Constitución original del Estado Libre Asociado de Puerto Rico. Sus artículos son mantenidos en fideicomiso en la sala de Fernós Isern en la Escuela de Derecho de la Universidad Interamericana, en Hato Rey, San Juan.